# Black Zoo
Black Zoo (Brasil: Feras Assassinas  ) é um filme estadunidense de 1963, do  gênero horror, dirigido por Robert Gordon,  roteirizado por Herman Cohen e Aben Kandel, música de Paul Dunlap.

## Sinopse
Los Angeles, o proprietário de um zoológico particular treina seus animais para matar seus inimigos.

## Elenco
- Michael Gough ....... Michael Conrad
- Jeanne Cooper ....... Edna Conrad
- Rod Lauren ....... 	Carl
- Virginia Grey ....... Jenny Brooks
- Jerome Cowan ....... Jerry Stengel
- Elisha Cook Jr. ....... Joe
- Edward Platt ....... Chief of Detectives Rivers
- Douglas Henderson ....... Lieutenant Mel Duggan
- Marianna Hill ....... Audrey
- Byron Morrow ....... Coroner
- Oren Curtis ....... 	Radu
- Jerry Douglas ....... Lab Technician Perkins
- Joseph Mell ....... Frank Cramer
- Eric Stone ....... Groom
- Eilene Janssen ....... Bride
- Warrene Ott ....... Mary Hogan